# Lick It Up
Lick It Up è l'undicesimo album dei Kiss, pubblicato il 18 settembre del 1983 per l'Etichetta discografica Mercury Records.
Esso fu il primo disco del gruppo in cui fecero comparsa senza trucco e segna l'inizio del periodo pop metal della band, che li accompagnerà per tutti i restanti anni ottanta.

## Tracce
1. Exciter (Stanley, Vincent) 4:10
  - Voce solista: Paul Stanley
2. Not for the Innocent (Simmons, Vincent) 4:32
  - Voce solista: Gene Simmons
3. Lick It Up (Stanley, Vincent) 3:59
  - Voce solista: Paul Stanley
4. Young and Wasted (Simmons, Vincent) 4:04
  - Voce solista: Gene Simmons
5. Gimme More (Stanley, Vincent) 3:41
  - Voce solista: Paul Stanley
6. All Hell's Breakin' Loose (Carr, Stanley, Vincent, Simmons) 4:34
  - Voce solista: Paul Stanley
7. A Million to One (Stanley, Vincent) 4:17
  - Voce solista: Paul Stanley
8. Fits Like a Glove (Simmons) 4:04
  - Voce solista: Gene Simmons
9. Dance All Over Your Face (Simmons) 4:13
  - Voce solista: Gene Simmons
10. And on the 8th Day (Simmons, Vincent) 4:02
  - Voce solista: Gene Simmons

## Formazione
- Gene Simmons - basso, voce
- Paul Stanley - chitarra ritmica, voce
- Vinnie Vincent - chitarra solista
- Eric Carr - batteria

### Collaboratori
- Rick Derringer - chitarra solista nel primo brano[4]

## Singoli
- Lick It Up
- All Hell's Breakin' Loose